# Noronic
El SS Noronic fue un barco de pasajeros encargado en 1913 por la compañía naviera canadiense Canada Steamship Lines (CSL), que se utilizó durante 36 años para el tráfico de pasajeros y mercancías en los Grandes Lagos entre Canadá y Estados Unidos. Era uno de los barcos más grandes, lujosos y populares de los Grandes Lagos en esa época y comúnmente se le llamaba "Reina de los Grandes Lagos" y "Reina de los Mares Interiores".

## Hundimiento

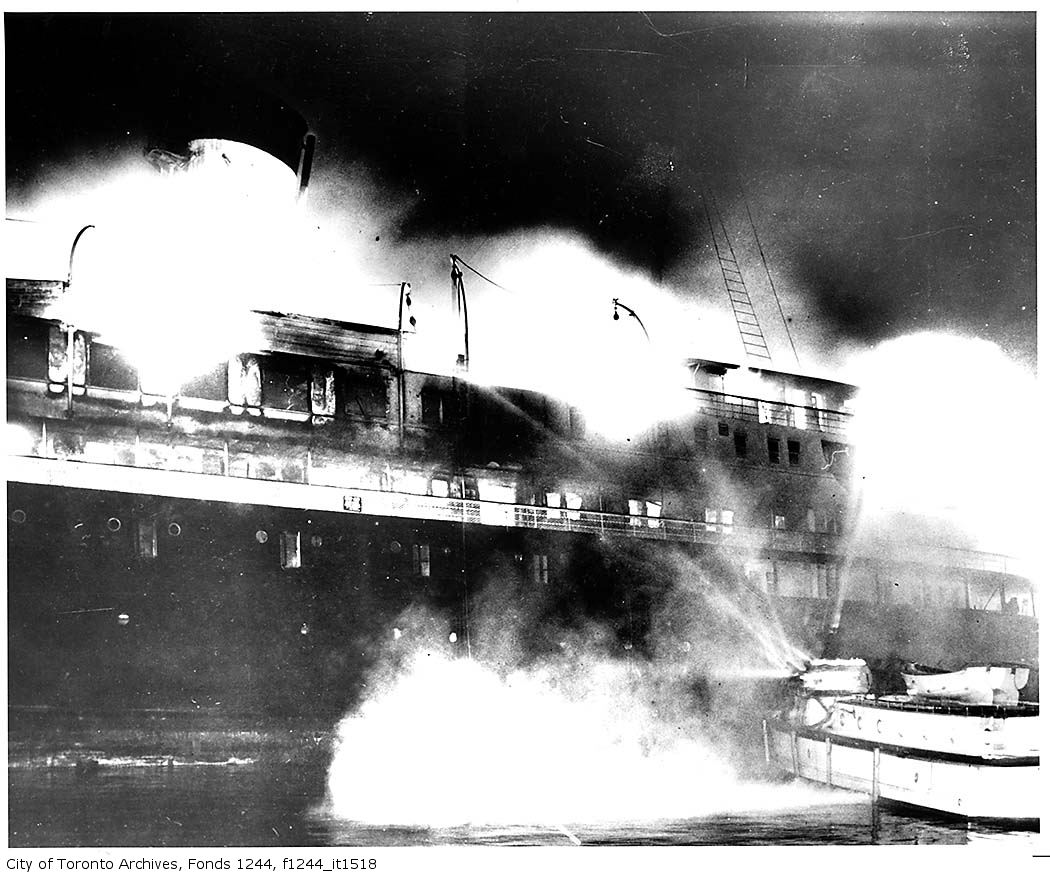
El Noronic ardiendo.

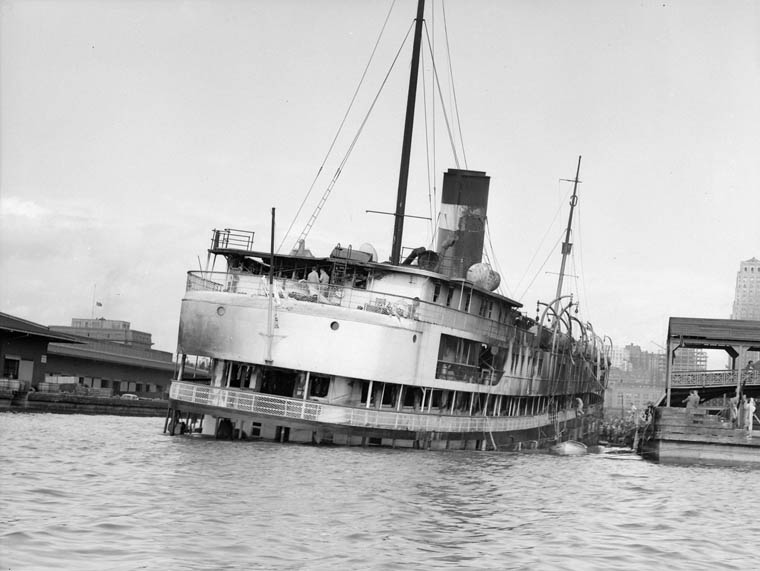
Restos del Noronic tras el incendio.

El 14 de septiembre de 1949, un incendio destruyó el barco que permanecía durante la noche en el puerto de Toronto, con la pérdida de al menos 118 vidas e hiriendo a más de 200 personas, algunas de gravedad. El accidente, apodado por la prensa el “Holocausto”, fue uno de los accidentes marítimos más devastadores ocurridos en los Grandes Lagos.
El Noronic, que se hundió en aguas poco profundas, fue desmantelado parcialmente en el lugar. Las cubiertas superiores fueron cortadas y el casco fue reflotado el 29 de noviembre de 1949. Fue remolcado a Hamilton, Ontario, donde fue desguazado.